# 右心室
右心室是人類心臟四個心室之一，而四心室則包括兩個心房和兩個心室。右心室會接收由右心房帶來的缺氧血，並把缺氧血運送到肺動脈。

## 構造
右心室有出入二口，入口即右心房出口，其邊緣附有三塊葉片狀心瓣，心瓣就像一個“單向活門”，保持血液循環由右心房一定向右心室方向流動和通過一定流量的血液。

## 外部連結
- 右心室(right ventricle)（页面存档备份，存于）